# Porta persiana

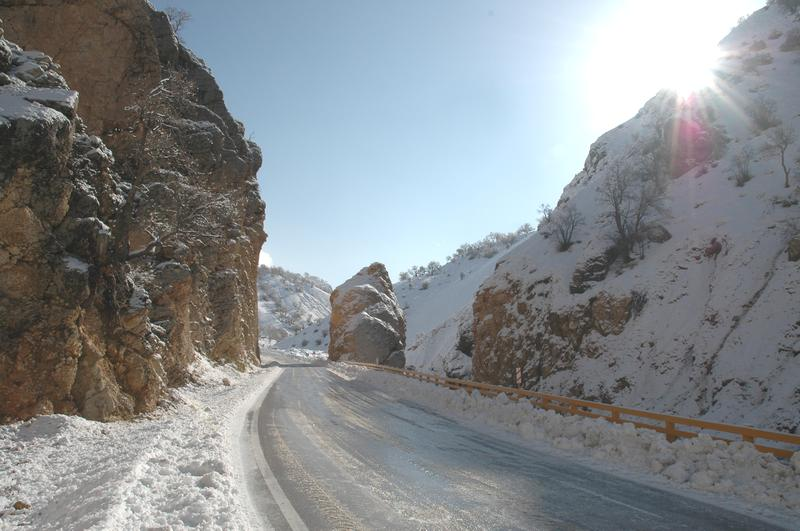
Sito della Porta persiana; la strada venne costruita negli anni 1990.

Porta persiana era l'antico nome di un passo di montagna oggi noto come Tang-e Meyran, che congiunge Yasuj con Sadeh ad est, attraversando il confine tra la moderna provincia di Kohgiluyeh e Buyer Ahmad e quella di Fars in quello che è oggi l'Iran, passando a sud del massiccio del Kuh-e-Dinar, parte dei monti Zagros. Il passo collegava la costa del golfo persico con la parte centrale della Persia.  
Nelle prime settimane del 330 a.C., fu il sito della Battaglia della porta persiana, in cui il re di Macedonia, Alessandro Magno, fronteggiò la resistenza finale delle truppe dell'impero achemenide comandate da Ariobarzane.